# Монастырская, Люба
Люба Монастырская (латыш. Ljuba Monastirskaja; 25 сентября 1906, Рига — 30 ноября 1941, Румбула) — латвийская художница по текстилю. Она стала жертвой резни в Румбуле в 1941 году.

## Биография
Монастырская родилась в светской еврейской семье. Её отец был купцом, который переехал в Ригу из Чернигова, спасаясь от волны погромов 1903—1906 годов.
Её воспитание в Риге в конце 1910-х годов было ознаменовано драматическими событиями, связанными с Первой мировой войной. В подростковом возрасте Монастырская училась в еврейской светской школе в Риге, которую окончила в 1924 году. Два года спустя, в октябре 1926 года, она начала обучение в Высшей школе искусств, дизайна и архитектуры Баухаус в Дессау. Среди её учителей были Джозеф Альберс, Гунта Штёльцль, Марсель Брёйер и Георг Мухе.
Как и большинство студенток Баухауса, её определили в ткацкую мастерскую. Там она могла развивать как свои ремесленные навыки, так и во многом вдохновлённые конструктивизмом новые промышленные ткацкие технологии, разработанные для массового производства. Во время учёбы в Баухаусе её много раз фотографировали. На одной известной фотографии изображены студентки, стоящие на лестнице здания Баухауса. Монастырскую можно увидеть на заднем плане рядом с Гунтой Штёльцль и чуть выше Отти Бергера. До сих пор сохранились некоторые её работы, например, три образца хранятся в Музее текстиля в Тилбурге.
После завершения образования Монастырская начала работать на двух известных немецких производителей текстиля, сначала в Мёссингене, а затем в Жагане. В свидетельстве от 18 апреля 1932 года говорилось, что в её должностные обязанности входила разработка художественных проектов «декоративных и подкладочных тканей в формально-техническом плане». Её мечтой было продолжить жить и работать в Германии, но этому помешал приход к власти нацистов. В 1933 году её арестовали и депортировали в Латвию.
Вскоре после возвращения в Латвию, в 1934 году, она вышла замуж за архитектора Натана Кирша, у которого было также еврейское воспитание. После государственного переворота Улманиса Монастырская столкнулась с трудностями в организации своей деятельности в качестве производителя текстиля. Её современные проекты не пользовались большим спросом, поскольку новый националистический режим продвигал специфические латышские проекты, основанные на фольклорных традициях. Более того, она принадлежала к двум меньшинствам, которые были маргинализированы в Латвии 1930-х годов: к русскоязычному и к еврейскому.
В 1941 году, после вторжения нацистской Германии в Латвию, начались преследования латвийских евреев. Монастырская вместе с более чем 40 000 евреев была помещена в специально построенное Рижское гетто. Её мужа ещё ранее увезли в Бикерниеки.

## Смерть
30 ноября 1941 года Монастырскую вместе с 12 000 других людей перегнали из гетто в лес в десяти километрах к юго-востоку от Риги. Здесь её бросили в братскую могилу и расстреляли в ходе зверства, которое позже стало известно как резня в Румбуле. Расправа была совершена нацистской айнзацгруппой А с помощью местных коллаборационистов из команды Арайса.